# 네트워크 스위칭 서브시스템
네트워크 스위칭 서브시스템(Network switching subsystem, NSS), 망교환 서브시스템, 망교환 부시스템, GSM 코어 네트워크(GSM core network)는 GSM 시스템의 구성 요소로서, 기지국상의 휴대 전화 로밍을 위한 교환과 이동성 관리 기능을 수행하는 시스템이다. 휴대전화운용국이 소유하고 있으며 휴대 기기들이 서로, 그리고 더 넓은 공중 교환 전화망의 전화와 통신할 수 있게 한다. 전화가 한 위치에 고정되어 있지 않기 때문에 이 구조는 필수적인 기능과 특정한 기능들을 모두 포함하고 있다.
NSS는 처음에 음성전화, SMS, 회로전환데이터호출 등 전통적인 GSM 서비스에 사용되는 회로교환핵심망으로 구성되었다. 여기서 GPRS 코어 네트워크라는 패킷 교환 데이터 서비스를 제공하는 오버레이 구조와 함께 확장되었다. 이를 통해 휴대전화는 무선 애플리케이션 프로토콜(WAP), 멀티미디어 메시지 서비스(MMS), 인터넷 등의 서비스들의 접근이 가능하게 되었다.

## 인증국
인증국(authentication center, AuC)은 (보통은 전화가 켜져있을 때) gsm 핵심망에 연결을 시도하는, 각 SIM 카드를 인증하는 기능이다. 인증을 성공하면 HLR은 SIM과 장치들을 관리하는 권한을 부여받는다. 암호키 또한 생성되어 이후 휴대전화와 GSM 핵심망 간 모든 무선 통신(음성, SMS 등)의 암호화에 사용된다.